# León Roldós Aguilera
León Roldós Aguilera (Guayaquil, 21 de juliol de 1942) és un advocat i polític equatorià, germà de l'expresident Jaime Roldós. Pertany a la branca equatoriana de la família Roldós d'origen català arrelada a Vilassar de Mar (Catalunya) des de fa segles. El seu avi era el vilassarenc Jaume Roldós Baleta (1861-1927) arribat al port de Guayaquil l'any 1875 i establert definitivament a l'Ecuador.
Estudià dret a la universitat de Guayaquil i fou secretari municipal de Guayaquil, durant l'alcaldia d'Asaad Bucaram, del partit Concentración de Fuerzas Populares. El 1979, el seu germà, Jaime Roldós va ser elegit president de la República, amb una aliança entre el partit Concentración de Fuerzas Populares i el partit demòcrata-cristià Democracia Popular. León Roldós va ser nomenat president de la Junta Monetària.
Jaime Roldós va morir el 24 de maig de 1981, en estavellar-se l'avió amb què viatjava; el Congrés Nacional va elegir León Roldós com a vicepresident, per completar el període constitucional (1981-1984), amb el president Osvaldo Hurtado. Roldós no va tenir una bona relació amb el president, oposant-se a algunes de les seves mesures de política econòmica, entre elles la «sucretització», mitjançant la qual l'Estat va assumir les abundants pèrdues derivades del deute extern contret per empresaris privats.
El 1994 fou escollit rector de la Universitat de Guayaquil. Posteriorment, s'ha presentat com a candidat a la presidència el 1992 pel Partit Socialista Equatorià, una segona vegada l'any 2002 com a candidat independent i finalment l'any 2006 amb la coalició RED, on s'inclou el partit Izquierda Democrática.